# South Pool
South Pool – wieś w Anglii, w hrabstwie Devon, w dystrykcie South Hams.